# Nobuyuki Abe
Nobuyuki Abe (阿部 信行?, Abe Nobuyuki; Kanazawa, 24 novembre 1875 – Tokyo, 7 settembre 1953) è stato un generale e politico giapponese.
Ministro della guerra nel 1930, membro del Consiglio supremo di guerra nel 1933, fu riposto nel marzo 1936. Subito dopo l'accordo sovietico-tedesco, fu nominato ministro degli esteri e Primo ministro del Giappone dal 29 agosto 1939 al 16 gennaio 1940. Propugnò la neutralità del Giappone. Dal luglio 1944 fino alla resa del Giappone fu governatore della Corea. Dopo la resa del Giappone non ebbe più alcuna parte nella vita politica giapponese.